# Acanthomeridion serratum
L'acantomeridion (Acanthomeridion serratum) è un artropode estinto, vissuto nel Cambriano inferiore (circa 520 milioni di anni). I suoi resti sono stati ritrovati in Cina, nel ben noto giacimento di Chengjiang.

## Spinoso e corazzato
Lungo circa due centimetri, questo minuscolo animale era probabilmente un abitatore dei fondali, ma si possono solo fare delle ipotesi riguardo al suo stile di vita: forse si cibava di particelle presenti sul fondo. Questo insolito artropode assomigliava vagamente ai trilobiti, e come questi era dotato di strutture mobili nella regione del cephalon. Il corpo corazzato era segmentato ma, al contrario dei trilobiti, non diviso nei classici tre “lobi”. Nella regione posteriore erano presenti lunghe spine, forse per difendersi dai predatori (da qui il nome Acanthomeridion, che significa più o meno “regione bassa spinosa”). L'esoscheletro era piuttosto rigido e non permetteva all'animale di appallottolarsi. L'acantomeridion è un animale molto raro e sconosciuto al di fuori del giacimento di Chengjiang.